# Beteendeterapi
Beteendeterapi är en inriktning inom psykologisk behandling/psykoterapi som har sitt ursprung i inlärningsteori/behaviorism. Beteendeterapin har genom åren även inkluderat andra vetenskapliga fält, allra tydligast på senare år det som vanligtvis kallas kognition. Den terapeutiska modell som ursprungligen gick under namnet kognitiv terapi har sammanfogats med mer ursprunglig beteendeterapi till begreppet kognitiv beteendeterapi (KBT). En central del av i stort sett all beteendeterapi är exponering, det vill säga att den som går i behandling får hjälp att närma sig det som väcker ångest eller annan negativ affekt för att öva nya förhållningssätt.
Beteendeterapin har i dag en bred inriktning. Några olika sentida behandlingsmodeller som alla definierar sig som en del av beteendeterapin är acceptance and commitment therapy, dialektisk beteendeterapi och beteendeaktivering. Inom beteendeterapin har man alltid varit noga med att grunda sina interventioner på vetenskap och man betonar vikten av att vara evidensbaserad. De principer som ligger till grund för beteendeterapi går att tillämpa inom en rad livsområden, såsom exempelvis sjuk- och hälsovård, organisationsutveckling, rehabilitering och pedagogik.